# Paul Hester
Paul Newell Hester (8 de enero de 1959 - 26 de marzo de 2005) fue un músico australiano baterista de las bandas de rock Split Enz y Crowded House.

## Biografía
Nacido en Melbourne, su madre era baterista de jazz. Nunca fue un buen estudiante. Tal vez por ello, su madre le animó desde pequeño a aprender a tocar la batería, disciplina en la que demostró un talento innato. Tras probar con varios trabajos, a comienzos de los 80 inició su carrera musical. Una de sus primeras bandas fue la australiana Deckchairs Overboard, que llegó a tener cierta popularidad en las antípodas. A finales de 1983, llegó la gran oportunidad para Hester. Una popular banda en Nueva Zelanda, Split Enz, necesitaba un nuevo batería y Paul fue recomendado para el puesto y finalmente elegido después de ensayar varias veces con los demás miembros del grupo. El líder de Split Enz era el guitarrista, compositor y cantante Neil Finn, con el que dos años más tarde se marcharía para fundar, junto al bajista Nick Seymour, Crowded House -inicialmente bautizados como Mullanes.

### Enorme éxito mundial
El primer álbum de la banda, de título homónimo, se editó en 1986 y se convirtió en un superventas mundial gracias, en parte, a que incluía la exitosa 'Don't Dream It's Over'. Dos años más tarde se publicó su segundo disco, 'Temple of Low Men', cuyas ventas fueron menores por más que las canciones compuestas por Finn obtuvieron una buena acogida entre la crítica.
Hester participó en los dos restantes discos de estudio de la banda: 'Woodface' (1991) -en el que participó el hermano de Neil- y 'Together Alone' (1993). En el primero de ellos está incluida 'Italian Plastic', una canción romántica que compuso el propio Hester y que sorprendió a los seguidores del grupo, ya que -al estilo de Ringo en los Beatles- no solía componer para la banda.
Paul abandonó el grupo durante una gira por EE. UU. en abril de 1994. Justificó su decisión por la dureza de los conciertos y por su desencanto con la industria. La banda se disolvió dos años más tarde.
Tras dejar Crowded House, Hester trabajó en varios programas australianos de radio y televisión y abrió una tetería en Elwood Beach, en tanto que seguía colaborando con diferentes músicos.

### Muerte
Apareció ahorcado el 26 de marzo de 2005 en un parque de Melbourne a la edad de 46 años. Su esposa y sus dos hijas le vieron por última vez el día anterior, cuando salió como cada noche a dar un paseo con sus dos perros. Paul Hester arrastraba desde hacía años una profunda depresión.
Paradójicamente, y a pesar de su condición de secundario, Hester era el miembro más querido por los fans del grupo por su carácter afable y buen humor.
- Datos: Q2142982
- Multimedia: Paul Hester / Q2142982